# 菲莉丝·史密斯
菲莉丝·史密斯（英語：Phylis Smith，1965年9月29日—），英国女子田径运动员。她曾代表英国参加1992年和1996年夏季奥林匹克运动会田径比赛，其中1992年奥运会获得一枚铜牌。